# Ford Konno
Pour les articles homonymes, voir Konno.
Ford Hiroshi Konno (né le 1er janvier 1933 à Honolulu) est un nageur américain spécialiste des épreuves de nage libre dans les années 1950.

## Biographie
Il est marié à Evelyn Kawamoto, nageuse américaine double médaillée de bronze olympique.

## Palmarès

### Jeux olympiques
- Jeux olympiques d'été de 1952 à Helsinki 
  -  Médaille d'or sur 1 500 m libre.
  -  Médaille d'or en relais 4 × 200 m libre.
  -  Médaille d'argent sur 400 m libre.
- Jeux olympiques d'été de 1956 à Melbourne 
  -  Médaille d'argent en relais 4 × 200 m libre.